# Kamenice (Nežárka)
Die Kamenice (deutsch Kamnitz) ist der rechte Quellfluss der Nežárka in Tschechien.
Sie entspringt in der Böhmisch-Mährischen Höhe in 648 m Höhe am östlichen Fuße des Bohutín (710 m) oberhalb von Těmice.
An ihrem Lauf in südliche Richtung liegen die Orte Těmice und Babín. An der Rudolfova pila wird die Kamenice im Pecovský rybník gestaut, aus dem sich anschließenden Dvouhrázný rybník fließt der Drahoňovský potok zu. Fortfolgend durchquert der Fluss die Stadt Kamenice nad Lipou und über Žďár, Nová Včelnice und  Nekrasín fließt die Kamenice nach Jarošov nad Nežárkou, wo sie sich  nach etwa 28 km  mit der Žirovnice zur Nežárka vereint. 
Zwischen Kamenice nad Lipou und Jarošov nad Nežárkou führt rechtsseitig des Flusses die Schmalspurbahn Jindřichův Hradec - Obrataň entlang.

## Zuflüsse
- Vítovský potok (l), bei Babín
- Drahoňovský potok (l), bei der Rudolfova pila
- Včelnička (r), unterhalb Kamenice nad Lipou